# Choi Soon-ho
Choi Soon-Ho (10 de janeiro de 1962 em Chungju, Chungcheongbuk-do) é um ex-futebolista sul-coreano, atualmente treinador

## Carreira
Sua carreira internacional foi iniciada 1979. Ele foi o artilheiro da Copa da Ásia de 1980, com 7 gols. Ele tinha apenas 18, o que faz dele o mais jovem a marcar na competição.Choi marcou 2 gols contra Itália sub-20 em 1981. a partida terminou 4-1 para a Coreia. Na Copa do Mundo de 1986, ele marcou um gol contra o atual campeão Itália.
como treinador dirigiu as equipes do Pohang Steelers, Ulsan Hyundai, atualmente dirige a equipe do Gangwon FC